# Lysipomia lehmannii
Lysipomia lehmannii là loài thực vật có hoa trong họ Hoa chuông. Loài này được Hieron. mô tả khoa học đầu tiên năm 1915.